# Хоутри, Ральф Джордж
Ральф Джордж Хоутри (англ. Ralph George Hawtrey; 22 ноября 1879, Слау — 21 марта 1975, Лондон) — британский экономист, который развил концепцию, которая позже была названа мультипликатором.

## Биография
Хоутри родился в городе Слау в Англии 22 ноября 1879 года и получил частное образование в Итонском колледже, закончив его в 1898 году, затем учился в Тринити-колледже при Кембриджском университете, который закончил с дипломом первого класса по математике в 1901 году. Однако, Ральф был лишь девятнадцатым по успехам в математике.
После окончания учебы он поступил на государственную службу, сначала в адмиралтействе в 1903 году, затем в 1904—1945 годах работал в казначействе Великобритании, с 1919 года в качестве директора финансовым исследований. В 1945 году начал преподавать в должности профессора на кафедре мировой экономики в Королевском институте международных отношений, также читал лекции в Гарвардском университете в 1928—1929 годах.

## Основной вклад в науку
В экономике развил концепцию, которая стала известна как мультипликатор.
Депрессии в концепции Хоутри вызываются изменениями в денежных потоках, чем нарушениями хода производства. Свободное предоставление кредита банковской системой становится главным фактором, ответственным за экономические циклы. Решающими факторами являются банковские процентные ставки, которые затрагивают запасы оптовых и розничных торговцев. В результате роста денежных доходов повышается спрос на деньги, а это заставляет банки поднимать процентные ставки и тем самым прерывать бум. Для Хоутри это было безусловным доказательством того, что с помощью одних денежных манипуляций можно поставить экономический цикл под контроль.

## Награды
Ральф был неоднократно удостоен почётных званий:
- 1935 — член Британской Академии,
- 1946 — президент Королевского экономического общества[англ.],
- 1956 — пожалован титул рыцаря,
- 1959 — почётный член Тринити-колледже.